# Cairn von Auchoish

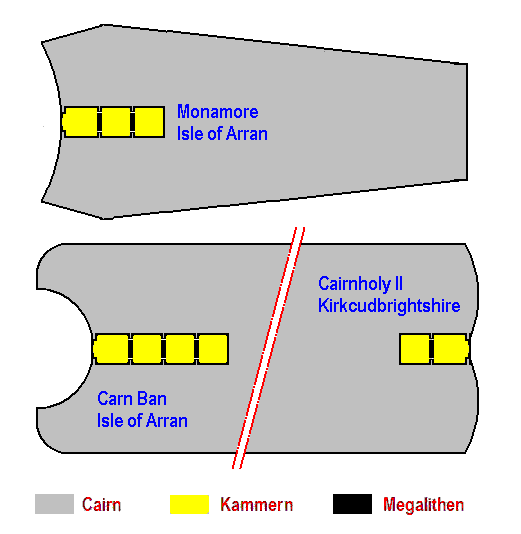
Prinzipskizze von Clyde Tombs

Der Cairn von Auchoish ist ein Clyde Tomb, das bei Kilmartin in Argyll and Bute in Schottland liegt. Der Steinhügel befindet sich 900 m nordöstlich von Auchoish auf der Südostseite des Tales. Ausgrabungen wurden im Jahre 1931 von J. H. Craw ausgeführt und ein Grabungsbericht veröffentlicht.
Die Anlage ist als Scheduled Monument geschützt.

## Beschreibung
In einem kleinen Winkel zur Kontur der Landschaft liegt der ungefähr 40 m lange Hügel mit einem tiefen konkaven Vorhof am oberen Ende, wo er 15 m breit und bis zu 1,6 m hoch ist. Zum hinteren Ende hin spitzt er sich zu und ist nur noch 3,5 m breit und 0,6 m hoch. Auf der Bergseite erhielt sich das Hügelmaterial wahrscheinlich seinen ursprünglichen Umriss, während es auf der Hangseite deutlich mehr erodiert wurde.
Der etwa acht Meter breite und ungefähr 2,6 m tiefe Vorhof ist stark gestört. Von den Orthostaten, die die Fassade gebildet haben, sind nur drei Steine in situ vorhanden, drei weitere, die wahrscheinlich aus der Fassade entfernt worden sind, liegen im Vorhof.
Ungefähr 5,3 m von der Linie der Fassade steht die Endplatte, der im Übrigen völlig zerstörten Kammer. Sie ragt nur noch einen Meter über das gegenwärtige Boden-Niveau empor. Bei der Ausgrabung zeigte sich, dass die einstige volle Höhe des Steins über zwei Meter betragen haben muss.
Ungefähr 20 m entfernt vom Vorhof befindet sich eine gebogene Kammer, deren Zugang auf der Südostseite liegt, im Hügel. Sie ist etwa 5,5 m lang und in drei Abteilungen unterteilt, die am Eingang eine Breite von einem Meter und am inneren Ende eine von 0,4 m haben. Ihre Wände werden durch eine Plattenreihe gebildet, die eine Höhe von 0,7 m hat.
Zwei der Trennsteine zwischen den Abteilen sind noch vorhanden. Sie stehen 0,4 m von der Wand ab und scheinen, absichtlich gespalten worden zu sein, um den einen Teil eines Seelenloches zu bilden. Die Trennplatte zwischen der zentralen und der innersten Abteilung ist 0,8 m breit, und das hintere Ende der dritten Abteilung wird durch doppelte Platten gebildet. Die Seitenplatten der inneren Abteilung, setzen sich nach einer Lücke von 0,3 m für 0,9 m hinter dem gegenwärtigen Ende des letzten Raumes fort. Es ist somit möglich, dass sie den Rest einer vierten Abteilung bildet.
Zusätzlich zu den sichtbaren Steinen, offenbarte die Ausgrabung im Hügel Felsblöcke und Platten die 5,5 m hinter der Hauptkammer liegen. Es ist möglich, dass sie die Reste eines Raums oder Ganges sind. Während der Ausgrabung wurden keine Funde gemacht, aber ein Feuersteinmesser wurde ein wenig südlich des Cairns gefunden.

## In der Nähe
In Dunamuck South befindet sich das sehr schlanke Menhirpaar „The Dancing Ston“ und die Felsritzungen von Cairnbaan.